# صقلية عربية

النسخة الحديثة من Tabula Rogeriana، مقلوبة رأسًا على عقب مع اتجاه الشمال لأعلى.

اللهجة الصقلية (àrabbu sicilianu) كانت إحدى اللهجات العربية التي استخدمت في صقلية بين القرنين التاسع والرابع عشر. تعد اللهجة الآن من اللهجات المنقرضة. ورغم انقراضها في صقلية إلا أنها تطورت في مالطة مشكلة اللغة المالطية، رغم تأثر اللغة المالطية باللغات الإيطالية والفرنسية والإنجليزية.

## السيطرة العربية على صقلية
في عام 652 فتح المسلمون صقلية؛ إذ كان الفتح جزءاً من توسعاتهم العسكرية، واستوطنوا بها ابتداء من عام 827 حينما قدم إليها جيش من الأغالبة وهم قادمون إليها من تونس، فعاشوا في منطقة مزارة. مع حلول العام 878 إحتلت جزيرة صقلية بالكامل، وأصبحت اللغة العربية لغتها الرسمية حتى منتصف القرن العاشر. وفي نفس الوقت بقيت اللغة اليونانية في بعض المناطق الشرقية من صقلية. ومن شعراء اللهجة الصقلية في ذلك الوقت ابن حمديس.

## الفتح النورمندي
في عام 1060 سيطر النورمنديون على جزيرة صقلية، وبسطوا سيطرتهم على ممالك الأمراء العرب خلال 30 عاماً، فحكموا صقلية من باليرمو في عام 1072، ومن نوتو في عام 1091. رغم ذلك، سمح النورماند للشعب الصقلي بأن يستخدم اللغة العربية. ومعظم الأدب العربي الصقلي تم فقدانه مع بداية العهد الأراغوني.

## الانقراض
بعد قرن واحد فقط، سقطت السلالة النورماندية هوتفيل، فحكمت صقلية السلالة الألمانية الجنوبية هوهنشتاوفن ابتداء من عام 1194، وجعلت باليرمو أهم مدنها في عام 1220. وبعد الصراعات المسيحية الإسلامية المحلية خلال الفترة الأخيرة، وبين عامي 1224 و1231، قام الإمبراطور فريدريك الثاني بنفي المسلمين المتبقين هناك (عددهم 5000 تقريباً) من صقلية إلى بوليا والتي تحولت لاحقاً إلى جزء من مملكته، بينما غادر بقية العرب إلى شمال أفريقيا. بقت اللهجة الصقلية مستخدمة في بوليا حتى بداية القرن الرابع عشر.

## الكلمات العربية في اللغة الصقلية
للغة العربية تأثير على اللغة الصقلية، فهي تستعير بعض الكلمات من العربية، ومن بين تلك الكلمات:
- cassata: كعك صقلي (من «قشطة»).
- tanura: الفرن (من «تنور»).
- zaffarana: الزعفران (من «زعفران»).
- zagara: الزهرة (من «زهرة»).
- zibbibbu: الزبيب (من «زبيب»).
- zuccu: ساق الشجرة (من «ساق» وجمعها «سوق»).
- baglio: باحه
- balata: بلاطه
- carrubba: خروب
- dammusu: داموس
- favara: فوار
- jarrùsu: عروس
- gebbia: جابيه
- farina: فارينا
- mischinu: مسكين
- saia: ساقيه
- sciàbaca: شبكه
- taliàri: طلائع
- zabbara: صبار
- zaccànu: سكن الحيوانات
- zìrru: صفر
- zuccu: ساق
- Alcantara: قنطره
- Calat: قَلْعَة
- Marsa: مرسى
- Gibellina: جبل
- Giarre: جره
- Misilmeri: منزل الأمير
- Donnalucata: عين الأوقات
- Mazara: مزار
- Butera: بو طير
- Caruana: كروانه
- Cassarà: قصر
- Fragalà: فرج الله
- Gebbia: جابيه
- Gedda: جده
- Maimone: ميمون
- Moschella, Muschitta: مسجد
- Sciarrabba: شراب أو سراب
- Taibi: الطيب
- Vadalà, Badalà: عبد الله
- Zizzo: عزيز

## وصلات خارجية
- L’arabo e il dialetto siciliano (بالإيطالية)